# 伊勢千代紙
伊勢千代紙（いせちよがみ）は伊勢型紙によって友禅や小紋の図柄が刷られた和紙である。木版ではなく伊勢型紙を使用しているのが特徴である。赤福の朔日餅の包装紙が著名である。これは版画家の徳力富吉郎によるものである。